# كارين فيشر
كارين فيشر (بالألمانية: Karin Fischer)‏ هي لاعبة كرلنغ ألمانية، ولدت في 7 يناير 1972 في فوسن في ألمانيا.

## وصلات خارجية
- كارين فيشر على موقع الاتحاد الدولي للكرلنغ (الإنجليزية)
- كارين فيشر على موقع اللجنة الأولمبية الدولية (الإنجليزية)
- كارين فيشر على موقع أوليمبيديا (الإنجليزية)